# Seavers-Nunatakker
Die Seavers-Nunatakker sind zwei bis zu 1841 m hoher Nunatakker im ostantarktischen Mac-Robertson-Land. In den Prince Charles Mountains ragen sie 26 km westlich des Mount Scherger nahe dem Kopfende des Fisher-Gletschers auf.
Vermessungen und Luftaufnahmen der Australian National Antarctic Research Expeditions aus den Jahren 1958 und 1960 bis 1961 dienten ihrer Kartierung. Das Antarctic Names Committee of Australia benannte sie nach James A. Seavers, Assistenzkoch auf der Mawson-Station im Jahr 1961, der dabei an Feldforschungseinsätzen teilgenommen hatte.